# Schomberg
Schomberg är en ort i Kanada.   Den ligger i provinsen Ontario, i den sydöstra delen av landet, 400 km sydväst om huvudstaden Ottawa. Schomberg ligger 230 meter över havet och antalet invånare är 2 321.
Terrängen runt Schomberg är huvudsakligen platt. Schomberg ligger nere i en dal. Runt Schomberg är det ganska tätbefolkat, med 80 invånare per kvadratkilometer.. Närmaste större samhälle är New Tecumseth, 10,8 km nordväst om Schomberg. 
Omgivningarna runt Schomberg är en mosaik av jordbruksmark och naturlig växtlighet.